# Marcel Sabourin
Pour les articles homonymes, voir Sabourin.
Marcel Sabourin est un acteur, scénariste, réalisateur, enseignant et monteur québécois né le 25 mars 1935 à Montréal (Canada).

## Biographie
Joseph Henri Rodolphe Marcel Sabourin est né le 25 mars 1935 dans la paroisse de St-Antonin du quartier Snowdon à Montréal.  Il est le fils de Rodolphe Sabourin, pharmacien-opticien, et de Alice Mineault .
Marcel Sabourin fait des études supérieures au collège Sainte-Marie à Montréal, où il apprend la poésie française, le théâtre et la rhétorique. Après un bref détour par la philosophie, il se tourne vers le théâtre qu'il étudie au Théâtre du Nouveau Monde, puis complète sa formation à Paris avec Jean Valvourt, Tania Balachova et Jacques LeCoq.
En 1997, il est nommé premier porte-parole des Journées de la culture qui sont, selon lui, « un moyen de transmettre une conception de l’art et de la création qui m’anime, l’idée que la nature de l’être humain est fondamentalement créative ».
Il est le père de l'acteur Gabriel Sabourin et de Jérôme Sabourin, directeur de la photographie,,.
En 2018, Robert Blondin fait paraître une biographie de 400 pages à propos de Marcel Sabourin. Elle s'intitule Marcel Sabourin, Tout écartillé.
En 2024, son fils Jérôme Sabourin consacre un documentaire à la vie et l'œuvre de son père, Au boute du rien pantoute.

### Carrière théâtrale
Il commence sa carrière en 1951 avec la troupe de la Roulotte, un théâtre ambulant, créé par Paul Buissonneau, circulant dans les parcs de Montréal. Il travaille au théâtre, à la radio, à la télévision et au cinéma. Il est également auteur, metteur en scène, scénariste et enseignant. Après avoir signé plusieurs scénarios et textes, il a plus d'une cinquantaine de films à son actif, dont J.A. Martin photographe, qu'il a coscénarisé avec Jean Beaudin. Depuis qu'il a 23 ans, il enseigne les métiers d'acteur et de scénariste à l'École nationale de théâtre, entre autres. Il donne également des cours à l’Institut national de l’image et du son et aux Ateliers Danielle Fichaud,.
À partir de 1961, il est connu pour avoir interprété le personnage de Mandibule dans l’émission La Ribouldingue, puis pour son rôle dans Les Croquignoles. Marcel Sabourin est ensuite reconnu comme un artiste multidisciplinaire, notamment comme comédien au théâtre, à la télévision, où il joue dans une trentaine de séries et au cinéma, où il joue dans plus de 50 films. Il touche également à la scénarisation, à la réalisation et à la mise en scène, sans compter la narration pour des courts métrages, des séries documentaires et des réclames publicitaires.

### Écriture
Marcel Sabourin passe l'année 1968 à Paris, où il écrit plusieurs chansons pour Robert Charlebois. Les deux artistes collaborent également pour la revue musicale Superarchipelargo, en 1969.
C’est à titre de parolier de chansons que Marcel Sabourin est relié à L’Osstidcho. Robert Charlebois et Louise Forestier ont tous les deux étudié à l’École Nationale de Théâtre au milieu des années 1960. Ils avaient notamment comme professeurs Jean-Pierre Ronfart et Marcel Sabourin. Déjà, il les faisait improviser et les intéressait à la langue québécoise. Cet intérêt pour les idiomes et les expressions particulières à cette langue est évident dans les textes de chansons qu’il a écrits pour Robert Charlebois, tels que Egg Generation, Engagement, Beige neige, Te v’là, Tout écartillé, Sûrement Hong Kong, Le Mont Athos et Ôôô Margo, entre autres.
Au lieu d'écrire ses textes, Marcel Sabourin dicte ses textes à haute voix. Cette particularité de sa démarche créative est abordée dans Marcel Sabourin, Tout écartillé, rédigé par Robert Blondin.
Marcel Sabourin a reçu la médaille d'honneur en 2023. Il sera officiellement membre de l'Ordre du Canada.

### Influence
Le prix Marcel-Sabourin, créé en son honneur, est « décerné au joueur le plus apprécié de la Ligue nationale d’improvisation ». Son nom apparaît dans le générique de plus d'une cinquantaine de films, en plus d'être responsables de l'écriture de plusieurs textes pour Robert Charlebois et Louise Forestier. Il est considéré comme étant « l’acteur qui a joué dans le plus grand nombre de films au Québec ».

## Œuvres

### Cinéma

#### Comme acteur
- 1963 : Ti-Jean caribou (série TV)
- 1963 : Les Croquignoles (série TV) : Mandibule
- 1967 : Il ne faut pas mourir pour ça : Abel
- 1968 : La Ribouldingue (série TV) : Mandibule
- 1969 : La Chambre blanche
- 1970 : Deux femmes en or : Yvon-T. Turcot
- 1971 : Le Martien de Noël : le Martien / The Visitor
- 1971 : On est loin du soleil : Robert Bessette
- 1972 : Les Smattes : le curé
- 1972 : La Maudite Galette : Ernest
- 1972 : Le Temps d'une chasse : Richard
- 1973 : Des armes et les hommes
- 1973 : La Mort d'un bûcheron : Ti-Noir L'Espérance
- 1973 : Taureau : Serge Beaudoin
- 1973 : Ah ! Si mon moine voulait... de Claude Pierson : le religieux
- 1973 : Les Dernières Fiançailles : le docteur
- 1974 : Par une belle nuit d'hiver
- 1974 : Bingo : le chef du parti indépendantiste
- 1975 : Mustang : Fred
- 1975 : Gina
- 1975 : Eliza's Horoscope (en) : docteur pervers
- 1976 : Grand-Papa (série TV) : Martin Roy
- 1976 : Du tac au tac (série TV) : Bruno Félix
- 1977 : Ti-mine, Bernie pis la gang... : Ti-mine
- 1977 : J.A. Martin photographe : Joseph-Albert Martin
- 1977 : Le Vieux Pays où Rimbaud est mort : Abel
- 1978 : Duplessis (feuilleton TV) : Joseph-Damase Bégin
- 1979 : Riel (TV) : Ritchot
- 1980 : Le Château de cartes de François Labonté : Janvier Pastel
- 1980 : Cordélia : shérif Lapointe
- 1980 : L'Homme à tout faire : Georges Poitras, chauffeur
- 1981 : Salut ! J.W. (TV) : Marc
- 1982 : La Bonne Aventure (série TV) : Marcel Poliquin
- 1982 : Doux aveux : Clovis Lavallée
- 1984 : Laurier (feuilleton TV) : Joseph Lavergne
- 1984 : Le Jour S...
- 1984 : Mario : thérapeute
- 1985 : The Cuckoo Bird (TV) : Jake
- 1986 : La Bioéthique : une question de choix - L'homme ･ la traîne
- 1987 : Alfred Laliberté : Sculpteur
- 1988 : Les Portes tournantes : homme du train
- 1989 : Trois pommes à côté du sommeil : Bertrand
- 1989 : Sous les draps, les étoiles
- 1989 : Lance et compte : Troisième saison (feuilleton TV) : Marcel Allaire
- 1989 : Mount-Royal (série TV) : Gilbert Valeur
- 1989 : Jésus de Montréal
- 1990 : La Fille du Maquignon (TV)
- 1991 : Lance et compte : Le Retour du chat (TV) : Marcel Allaire
- 1991 : Le Fabuleux Voyage de l'ange
- 1991 : L'Arme secrète (The Hitman) : André Lacombe
- 1991 : La Dame de Berlin ("Berlin Lady") (feuilleton TV) : marquis d'Abrantes
- 1992 : Montréal ville ouverte (feuilleton TV)
- 1992 : Double or Nothing: The Rise and Fall of Robert Campeau
- 1992 : Coup de chance (TV)
- 1994 : Trial at Fortitude Bay (TV) : juge Jean Lamberts
- 1994 : Meurtre en musique : inspecteur Borel
- 1994 : La Fête des rois
- 1994 : Le Vent du Wyoming : père Lachaise
- 1994 : Les grands procès : Couronne
- 1994 : Les Jumelles Dionne  (téléfilm), de Christian Duguay : père Nadeau
- 1996 : L'Oreille d'un sourd : Léon Bellavance
- 1996 : Omertà (série TV) : Premier ministre du Québec
- 1996 : L'Homme perché : Raymond Deschamps
- 1996 : Anna à la lettre C
- 1996 : Les Feluettes (Lilies) : l'évêque
- 1998 : Revoir Julie : Monsieur Provencher
- 1998 : La Part des anges (série TV) : Joachim Brodeur
- 1998 : Aujourd'hui ou jamais : Abel Gagné
- 1999 : Deux frères (série TV) : professeur Viateur Craig
- 1999 : Souvenirs intimes : docteur Patenaude
- 2000 : See You in Toronto
- 2000 : Gypsies (série TV) : Rosaire Baril (le Kid)
- 2000 : Le Monde de Charlotte (série TV) : Alexandre Ducharme
- 2000 : Jackie Bouvier Kennedy Onassis (feuilleton TV) : Charles de Gaulle
- 2000 : Willie (série TV) : père Tourangeau
- 2001 : Emma (série TV) : Yves Dauphin
- 2001 : Ne dis rien : Tuyau
- 2002 : Encore dimanche : Albert le fleuriste
- 2002 : La Somme de toutes les peurs : monsieur Monceau
- 2004 : La Peau blanche : Dr Paul-Émile Gagnon
- 2005 : Idole instantanée : Séverin
- 2005 : Trudeau II: Maverick in the Making (feuilleton TV) : Maurice Duplessis
- 2007 : Ma tante Aline : Claude Langevin
- 2009 : Les Parent : Bernard Rivard (père de Natalie)
- 2010 : Trauma (série TV) : monsieur Lemieux, père du Dr Julie Lemieux
- 2012 : Les Sioui-Bacon (série TV) : M. Robert
- 2012 : Toute la vérité (série TV) : juge Régimbald, père du procureur Sylvain Régimbald
- 2012 : Mars et Avril : Capucin
- 2013 : L'Autre Maison : Henri Bernard
- 2013 : Amsterdam de Stefan Miljevic : l'aîné au souper des fêtes
- 2014 : Henri Henri de Martin Talbot : Martial Binot
- 2015 : Ego trip de Benoit Pelletier : Daniel Valiquette
- 2016 : Mobile Étoile de Raphaël Nadjari : Jean-Paul Dussault
- 2017 : Le centre du monde de Michel Cordey : Le grand-père
- 2020 : La face cachée du baklava de Maryanne Zéhil : Guy
- 2022 : Niagara de Guillaume Lambert : Léopold Lamothe, le père
- 2023 : Testament de Denys Arcand

#### Comme scénariste
- 1967 : Il ne faut pas mourir pour ça
- 1977 : J.A. Martin photographe
- 1980 : Cordélia
- 1982 : Le Goût du miel
- 1998 : Aujourd'hui ou jamais
- 2000 : Willie (série télévisée)

#### Comme réalisateur
- 1979 : Firearms and Safety
- 1982 : Le Goût du miel

#### Comme monteur
- 1979 : Le Québec est au monde
- 1982 : Le Goût du miel

### Théâtre
- 1960 : La Quadrature du cercle de Valentin Kataïev, mise en scène Stéphane Ariel, Théâtre des Arts
- Pleurer pour rire, Montréal, VLB, 1984, 114 p.  (ISBN 2-890-05195-1)

#### Comme animateur
- 1988-1990 Radio-Qc C’est la vie (avec Louisette Dussault)
- 1990 SRC Il était une fois les filles de Caleb
- 1994 Baseball (narration française de la série) Documentaire
- 2003 La traversée du miroir (narration) Documentaire
- 2005 RDS Histoire des Expos (narration) Documentaire
- 2009 Historia J’ai la mémoire qui tourne (narration) Archives
- 2003 SRC Lectures de textes de Pascal et Montaigne (radio)

### Littérature
- Petit carnet du rien pantoute (livre audio), Montréal, Planète rebelle, 2017, 96 p.  (ISBN 978-2-924-79701-3)
- Encore et toujours... rien pantoute (livre audio), Montréal, Planète rebelle, 2018, 96 p.  (ISBN 978-2-924-79716-7)

## Prix et honneurs

### Récompenses
- 1967 : lauréat du Grand Prix du Festival de films canadiens de Montréal pour Il ne faut pas mourir pour ça[21]
- 1972 : lauréat du Prix du meilleur film étranger au Festival de Hyères en France pour Il ne faut pas mourir pour ça[22]
- 1973 : lauréat du Canadian Film Award du meilleur acteur principal pour le film Des armes et des hommes[22]
- 1976 : lauréat du Prix œcuménique du Festival du Cannes pour « J.A. Martin photographe »[21]
- 1983 : lauréat du prix Genie pour Doux aveux[22]
- 1983 : lauréat du prix Chalmers, catégorie meilleure pièce pour enfants au Canada, pour Pleurer pour rire[22]
- 1986 : lauréat du prix Gémeau, catégorie meilleure interprétation premier rôle masculin: émission ou série dramatique ou de comédie, pour L'amour avec un grand A : Françoise et Marie[22]
- 1987 : lauréat du Championnat de la Ligue nationale d'improvisation comme entraineur
- 1988 : lauréat du prix Gemini, catégorie meilleure performance par un acteur ou une actrice, pour Mount Royal[22]
- 1989 : lauréat du Championnat de la Ligue nationale d'improvisation comme entraineur
- 1990 : lauréat du Championnat de la Ligue nationale d'improvisation comme entraineur
- 1993 : lauréat du prix Gascon-Thomas remis par l’École Nationale de Théâtre[11]
- 1998 : nomination au prix Gémeaux, catégorie meilleure interprétation premier rôle masculin: série ou émission dramatique, pour Le piège (Jamais sans amour)[22]
- 1999 : lauréat du prix Jutra-Hommage pour l'ensemble de sa carrière[4]
- 1999 : nomination au prix Jutra, catégorie meilleur acteur, pour Aujourd'hui ou jamais[22]
- 2001 : nomination au prix Gémeaux, catégorie meilleure interprétation masculine dans un rôle de soutien: téléroman, comédie de situations ou humour, pour Emma[22]
- 2003 : Intronisé au Temple de la Renommée de la Ligue Nationale d’Improvisation
- 2012 : nomination au prix Gémeaux, catégorie meilleure interprétation masculine dans un rôle de soutien: dramatique, pour Toute la vérité[22]
- 2013 : lauréat du Prix d'interprétation masculine du Festival des films du monde pour L'autre maison[11],[23]
- 2013 : lauréat du prix Jutra, catégorie meilleur acteur, pour L'autre maison[22]
- 2014 : lauréat du prix Luc-Plamondon pour son travail de parolier[22]
- 2019 : nommé officier de l'Ordre du Canada[22]